# Purgatorio, canto sexto

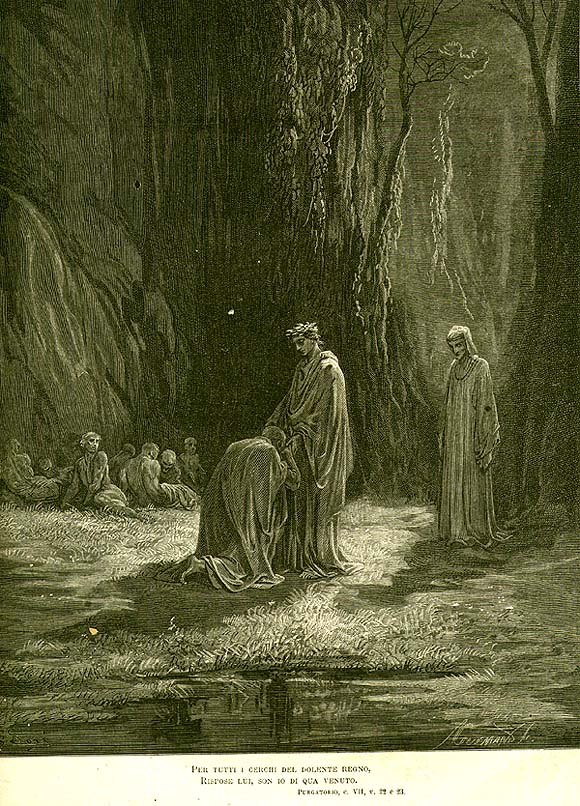
Sordello arrodillado frente a Virgilio, ilustración de Gustave Doré.

El canto sexto del Purgatorio de Dante Alighieri se desarrolla en el Antepurgatorio, donde las almas de los negligentes (es decir de quienes descuidaron los deberes espirituales) esperan para comenzar su expiación. La acción se desarrolla la tarde del 10 de abril de 1300 (Pascua), o según otros comentadores del 27 de marzo del mismo año. El canto trata sobre política, una temática que también es el objeto de los cantos sexto del Infierno y el Paraíso. Una escena relevante consiste en el abrazo entre Virgilio y el poeta provenzal Sordello da Goito, quien se encuentra en este reino. El canto se caracteriza asimismo por una fuerte invectiva del autor dirigida a Italia, en particular al Papa, el Emperador, y Florencia, que es vista por Dante como un lugar dominado por intereses corruptos.

## Temas y contenidos
- Multitud de almas y eficacia de las oraciones (veros 1 al 57)
- Abrazo de Sordello y Virgilio (vv. 58 al 75)
- Mensaje de Dante a Italia (vv. 76 al 151)

## Síntesis

### Multitud de almas y eficacia de las oraciones (versos 1 al 57)
Dante abre el canto comparándose con un ganador de zara, el juego de dados, que da una parte de su victoria a la multitud que lo libera para deshacerse de ella, pues él por su parte escucha las oraciones para alejar a sus almas. Luego pregunta a su maestro la función de los rezos por los difuntos, un tema que ya había sido afrontado por Virgilio en la Eneida, donde había afirmado que estas no tenían ningún efecto en el más allá. Sin embargo, en esta ocasión afirma que abrevian la duración de la pena de las almas. No refuta la tesis expresada en su poema, pues solo tienen valor en un mundo en el que se reconozca la existencia de Dios. En su entorno pagano, por el contrario, no tenían efecto al estar determinado el destino por el fatum y no por la Providencia.

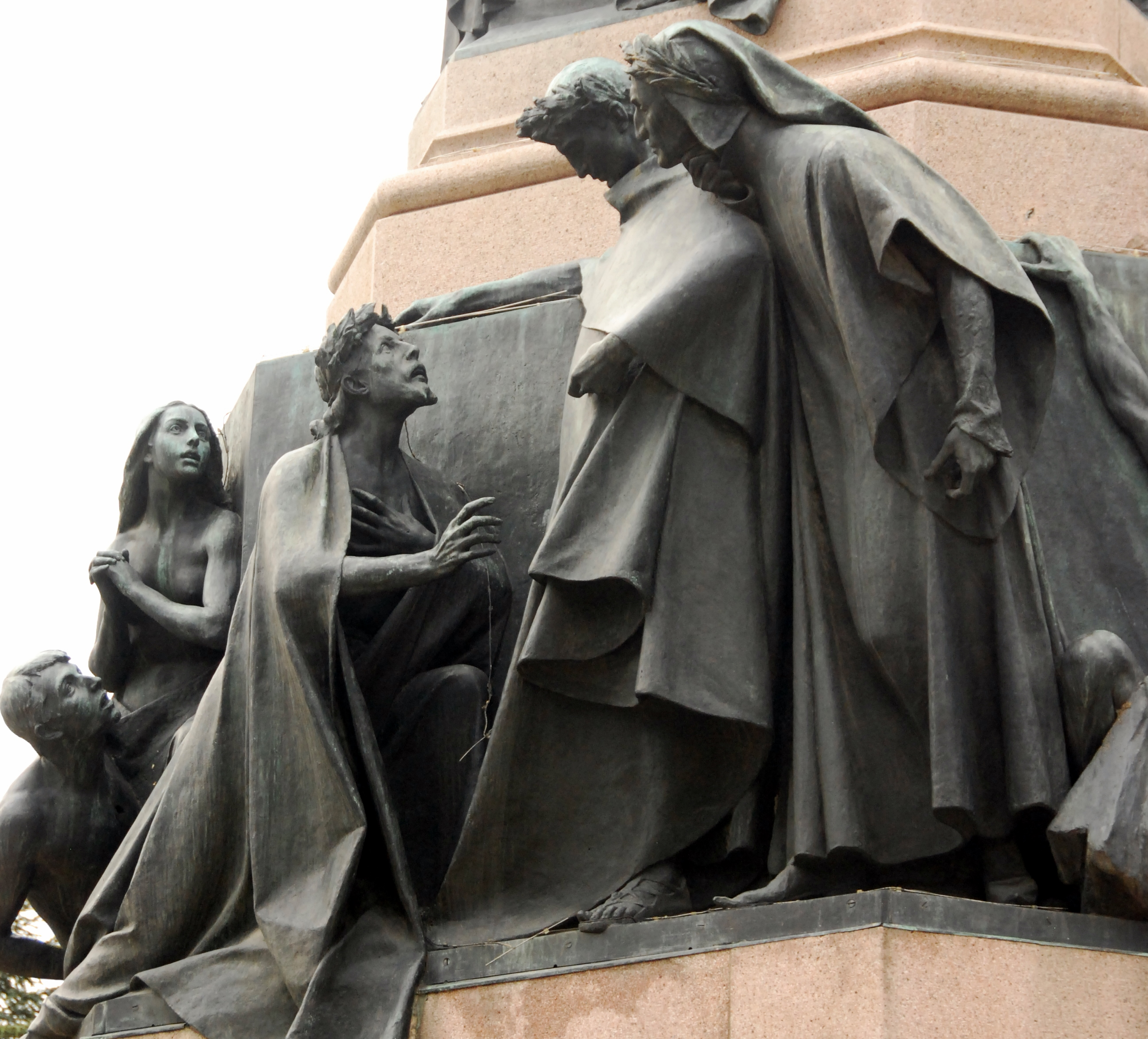
Representación del encuentro de Dante, Virgilio y Sordello en el "Monumento a Dante", en Trento.

### Abrazo de Sordello y Virgilio
(vv. 58-75) Virgilio señala a Dante un alma solitaria que les dirige la mirada, la cual podrá indicarles el camino que deben seguir. Cuando se acercan, a Dante le llama la atención su aspecto digno y austero. Virgilio se acerca pidiendo indicaciones sobre el camino, pero el alma responde preguntando quiénes son y de dónde vienen. La respuesta de Virgilio comienza "Mantua", y es suficiente para que el alma salga de su actitud de severa distancia. Se levanta exclamando que es su conciudadano. Sin saber aún quien es el otro, el alma de Sordello da Goito y la de Virgilio se abrazan.

### Invectiva de Dante a Italia
(vv. 76-151) El inesperado abrazo entre Sordello y Virgilio, que se debe a la conciencia de saberse coterráneos, suscita en el poeta un enérgico y amargo discurso sobre la Italia de su tiempo, a la que llama sierva definitiva, lugar de dolor, barco sin timonel, burdel. Allí reinan la guerra y la enemistad entre los habitantes de una misma ciudad. Dante exhorta a Italia a buscar un lugar en sus costas o tierra adentro que esté en paz. Justiniano le dio leyes apropiadas, que nadie aplica, apropiándose por su parte los hombres de la iglesia del poder temporal. 
Falta la autoridad del emperador, pues Alberto I de Habsburgo y su padre Rodolfo se han visto envueltos en luchas en Alemania, descuidando el jardín del imperio.
 tras invocar un justo castigo para su sucesor Enrique de Luxemburgo, mediante una violenta anáfora Dante invita al emperador a ir a Italia para ver, ciudad por ciudad, las consecuencias de las guerras civiles. El poeta interpela incluso a Cristo, preguntándole si su mirada no se encuentra tal vez dirigida a otro lugar. Tal vez, agrega el poeta, se trata de la semilla de un bien futuro, pero aún incomprensible.
El discurso termina con Florencia como objeto. Con sarcasmo presenta el poeta su ciudad como si fuese inmune a esos males, siendo que en ella dominan la superficialidad y la irresponsabilidad de sus ciudadanos, que compiten por tener puestos públicos sin tener las capacidades o la preparación necesarias. La ciudad puede pavonearse por superar a Atenas y a Esparta, pues desarrolla leyes tan sutiles que no duran ni un mes. Su inestable historia recuerda a una enferma que no logra encontrar una posición apropiada para descansar. Esta imagen de movimiento constante y doloroso es retomada por Alessandro Manzoni en Los novios.

## Análisis
Como se hizo en el Infierno y se hará en el Paraíso, el canto sexto del Purgatorio está dedicado al tema político. Mientras en el Infierno el autor dialoga con Ciacco sobre las divisiones de Florencia y las intenciones de Bonifacio VIII, en este reino las consideraciones conciernen a Italia en su conjunto, que se examina desde la relación entre el Imperio y la Iglesia, que son las máximas instituciones de su tiempo. En el Paraíso la polémica política sobre la actualidad cobra su significado universal, al enmarcarse en una perspectiva providencialista.

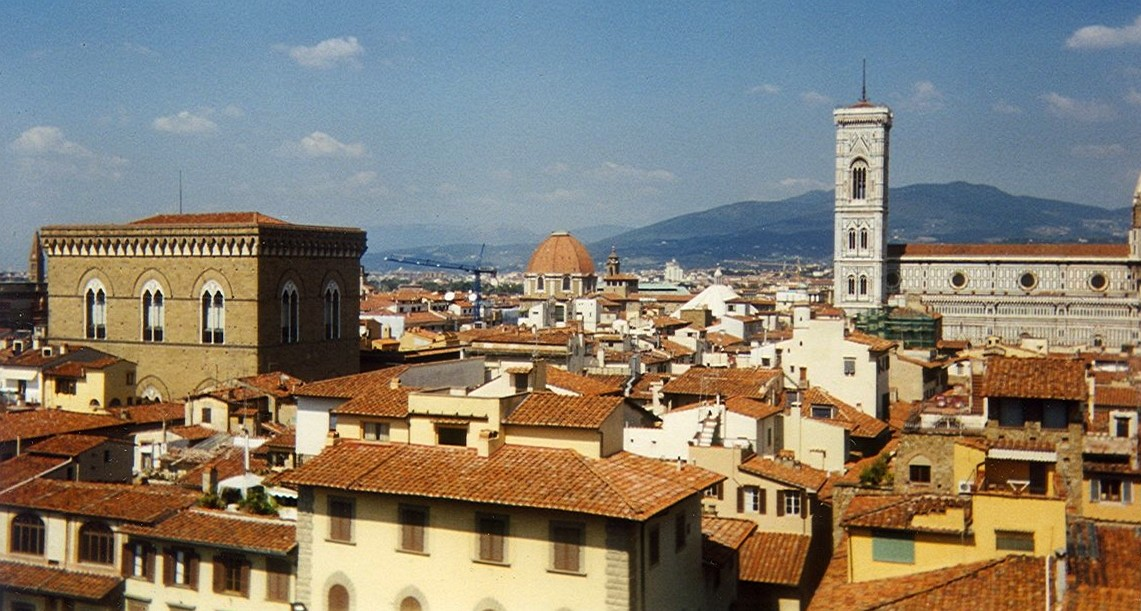
Florencia es tomada como ejemplo de corrupción y pobreza moral.

El eje del canto es la invectiva dirigida a Italia, la más larga de la Comedia con sus veinticinco tercetos. Dante es quien la pronuncia justo después del encuentro con Sordello da Goito, y en ella compara a Italia con un barco sin timonel (la misma comparación se encuentra en De Monarchia y en las Epístolas) a un caballo sin jinete (citando el Convivio), pues el Emperador no le presta atención, concentrándose por completo en Alemania. El mal desempeño de la Iglesia es asimismo denunciado, subrayando su tendencia a interferir en las cosas terrenas y a descuidar las espirituales. En este contexto, Florencia es tomada como ejemplo de corrupción y pobreza moral.
Es relevante que la invectiva comience a mediados del canto, tras una gradual preparación por parte del autor. Desde la escena de los muertos de modo violento que piden que los recuerden en el mundo de los vivos, a la explicación doctrinal de Virgilio, a la representación de un misterioso y altivo personaje, el inesperado encuentro entre dos "conciudadanos" separados por trece siglos de historia pero unidos por el nombre de su ciudad. 
La invectiva contra Italia (y el Papa, el Emperador, Florencia) debe su fuerza a la composición estética mediante varias figuras de estilo. Varias metáforas connotan a Italia, se presentan varias exclamaciones, y son notables las anáforas de los versos 106, 109, 112, 115 y 130, 133. También son frecuentes las personificaciones (Italia, Roma, Florencia) a las cuales se dirigen peticiones o exhortaciones. Es evidente el uso de la ironía y del sarcasmo en los tercetos dirigidos a Florencia. La imagen de la enferma que busca en vano disminuir sus dolores cierra el canto con una nota de tristeza y decepción.

## Otros proyectos
- Textos originales en Wikisource.

- Datos: Q3925939